# 鈴木清史
鈴木 清史（すずき せいじ、1956年 - ）は、日本の文化人類学者。研究活動分野：都市部の先住･少数民族、環境・健康意識と教育など。

## 略歴
1979年  3月　経済学士　1979年3月　同志社大学経済学部
1983年 11月   Master of Social Planning and Development, The University of Queensland, St. Lucia, Queensland, Australia
1994年  3月　博士（文学）総合研究大学院大学（文化科学研究科）
＊   ＊　＊
大阪短期大学 専任講師(1987.4-1989.3)、光華女子短期大学 助教授（1993．4－1998．3）、帝塚山学院大学文学部 助教授（1998.4-2001.3）/ 教授（2001.4-2007.9）、静岡大学人文学部 教授（2007.10-2011.3）日本赤十字九州国際看護大学教授（2011.4-2021.3）を経て、静岡大学防災総合センター客員教授（2021.4-）

## 出版（著書・編書・分担執筆・翻訳等）
- 1986『アボリジニ－：オーストラリア先住民の昨日と今日』明石書店。
- 1987『日本人のオーストラリア観』創元社。
- 1993『増補アボリジニ－:オーストラリア先住民の昨日と今日』明石書店。
- 1995『都市のアボリジニ:抑圧と伝統のはざまで』明石書店。
- 1999『装いの人類学』人文書院　[編者] 鈴木清史・山本誠。
- 2002 Self-and other-Images of Hunter-Gatherers, Senri Ethnological Studies 60,（Barnard, A., Stewart, H.and Omura, K. ed.）National Museum of Ethnology. [担当] Culture Learning of Urban Aboriginals: Background, Characteristics and Implications.
- 2003 Risk Communication Between Mineral Property Developers  and  Local Communities（Murao, S., Maglambayam,V. and Bugnosen, E. ed.）        Mining  Journal, London, [担当] Australia-Indigenous Peoples in the Mining Town.
- 2003『野生の誕生』 (スチュアート・ ヘンリ編) 世界思想社 [担当]｢都市的部族の胎動:土地権制度と都市のアボリジニ｣。2005
- 2005 ｢講座世界の先住民族: ファースト･ピープルズﾞの現在｣9巻『オセアニア』(綾部恒雄監修：前川啓治･棚橋訓編) 明石書店[担当]｢オーストラリア先住民:差異化の意味するところ－多文化主義と先住民－｣。
- 2019『文化が織りなす世界の装い』 (山田孝子・小磯千尋編) 英明企画編集[担当]｢オーストラリア先住民アボリジニと装い― 伝統と文化の織りなしかた―」

翻訳
- 1996『写真集 世界の先住民族 －危機にたつ人びと－』（中坪央暁との共訳）明石書店。原著名Endangered Peoples, Davidson, A., Sierra Club Books, San Francisco.総頁数274頁。[単独担当]｢北アメリカ｣｢ラテン･アメリカ｣｢アフリカ｣と｢オセアニア｣の一部(9-148頁､212-223頁､ 254-267頁)計185頁。
- 1999『アメリカ先住民女性－大地に生きる女たち－』（渋谷瑞恵との共訳）明石書店。原著名Native American Women, Steer, D., Barnes and Nobles, New York,1996. 総頁数134頁。[単独担当]序文(3-7頁)第1章、第4章。
- 2000『人類学の歴史－人類学と人類学者－』明石書店。原著名Anthropology and Anthropologists; The Modern British School, Kuper, A. Free Press,1996　(3rd ed.)総頁数355頁。
- 2001『アメリカのろう文化』（太田・酒井との共訳）明石書店。原著名 American Deaf Culture,(ed.) Wilcox, Sherman, Linstok Press, MD.共訳。総頁数301頁。[単独担当]｢日本語版へのメッセージ｣本文1から8、｢ろう文化理解の手がかりとして－訳者あとがき－｣ (3-101頁､284-289頁) 。
- 2005『人類学の理論と歴史』明石書店。原著名History and Theory in Anthropology, Barnard, A., 2000, Cambridge University Press.総頁数369頁。
- 2006『エスニシティとナショナリズム－人類学的視点から』明石書店。原著名:　Ethnicity and Nationalism: Anthropological Perspective, Thomas Hylland Eriksen, Pluto Press.2000 2nd edition.総頁数377頁。
- 2008『人類学とは何か』世界思想社 原著名What is Anthropology? Thomas Hylland Eriksen, 2004.

### 論文など
- 2002　Culture, Learning of Urban Aboriginals: Background, Characteristics　 and Implications, Barnard, A., Stewart, H. and Omura, K. ed., Self-and other-Images of Hunter-Gatherers, Senri Ethnological Studies　60, National Museum of Ethnology.
- 2003　｢都市的部族の胎動 －土地権制度と都市のアボリジニ－」スチュアート・ヘンリ編『「野生」の誕生』世界思想社。
- 2005　｢オーストラリア先住民：差異化の意味するところ－多文化主義と先住民」綾部恒雄監修、前川･棚橋編「講座世界の先住民族ファースト・ピープルズの現在」第9巻『オセアニア』明石書店。
- 2013 Localization of Risk Communication Tools: Two Case Studies（Kikkawa and Suzuki) Journal of Disaster Research, Vol.8(1) Feb. 2013:90-94.
- 2014 ｢看護教育から見えるパキスタン｣『Asian Studies(アジア研究)』静岡大学人文学部アジア研究センター2014（9）。
- 2015 ｢オーストラリアの看護師養成教育－大学課程化と登録制度の特徴｣『Asian Studies(アジア研究)』静岡大学人文学部アジア研究センター2015（10）。
- 2016 ｢aborigineからAborigineへ　-官製雑誌Dawnから見えてくること-｣『Asian Studies(アジア研究)』静岡大学人文学部アジア研究センター2016（11）。
- 2019 ｢オーストラリア･アボリジニと職業としての看護師－同化から文化的安全（カルチュラル・セイフティ）の資格へ－｣『Asian Studies(アジア研究)』静岡大学人文学部アジア研究センター2019（14）。
- 2019「オーストラリア先住民 アボリジニと装い ―伝統と文化の織りなしかた―」山田孝子・小磯千尋編『文化が織りなす世界の装い』 英明企画編集。